# Kramers (Mondkrater)
Kramers ist ein Einschlagkrater auf der Mondrückseite.
Der Krater Kramers liegt im Norden der erdabgewandten Seite, östlich des riesigen Einschlagbeckens Birkhoff. In südöstlicher Richtung befinden sich Weber und Sarton, im Norden trifft man auf Van’t Hoff.
Der Krater ist stark erodiert und im Nordosten von seinem Nebenkrater C überlagert. Die Entstehungszeit von Kramers wird der pränektarischen Periode zugerechnet, der offenbar jüngere Nebenkrater C gehört dem Imbrischen Zeitalter an.
Kramers hat vier Nebenkrater:
| Buchstabe | Position            | Durchmesser | Link |
| --------- | ------------------- | ----------- | ---- |
| C         | 54,66° N, 126,11° W | 60 km       |      |
| M         | 50,2° N, 127,35° W  | 32 km       |      |
| S         | 52,55° N, 132,62° W | 27 km       |      |
| U         | 53,9° N, 133,03° W  | 39 km       |      |

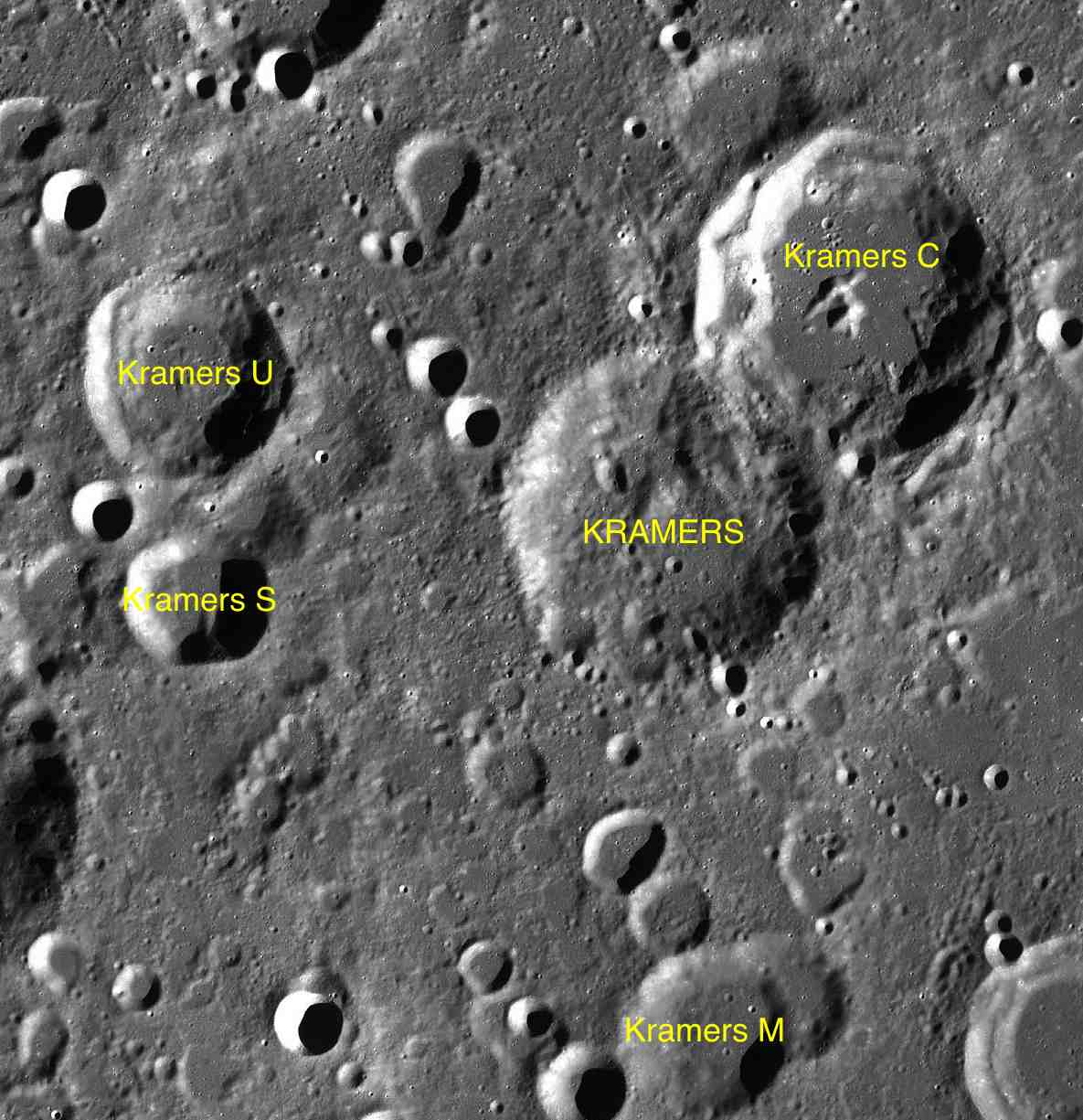
Kramers mit seinen Nebenkratern

Der Krater wurde 1970 von der IAU offiziell nach dem niederländischen Physiker Hendrik Anthony Kramers benannt.